# Вахромеево (Московская область)
Вахромеево — деревня в Московской области, расположенная в границах городского округа Домодедово. Деревня относится к Растуновскому сельскому округу.

## География
Ближайший населённый пункт к Вахромеево — деревня Зиновкино, расположенная на расстоянии 1 км. Рядом с Вахромеево находится небольшая речка Сушка.
- Расстояние от административного центра сельского округа — села Растуново
  - 9 км на юго-запад от центра села
  - 10 км по дороге от границы села
- Расстояние от административного центра района — города Домодедово
  - 10 км на юг от центра города
  - 12 км по дороге от границы города

## История
Деревня известна с XVII века. Вахромеево до 1772 года было селом и называлось Богородское-Вахромеево. В селе имелась церковь. На данный момент Церковь отсутствует, точное её положение неизвестно, по одному из источников церковь была деревянной и сгорела.
Согласно различным листам карт XIX и даже XX века, деревня называлась Ахромеево, однако позже добавилась буква «В». Название же происходит от рода дворян «Вахромеи»
В течение последних десяти лет территория вокруг деревни активно застраивалась частными коттеджами, таким образом Вахромеево фактически влилось в недоразвитый сектор Московской агломерации

## Население
| 2002 | 2010 |
| ---- | ---- |
| 16   | ↘12  |

Численность постоянного населения по данным 2005 года — 11 жителей.

## Инфраструктура

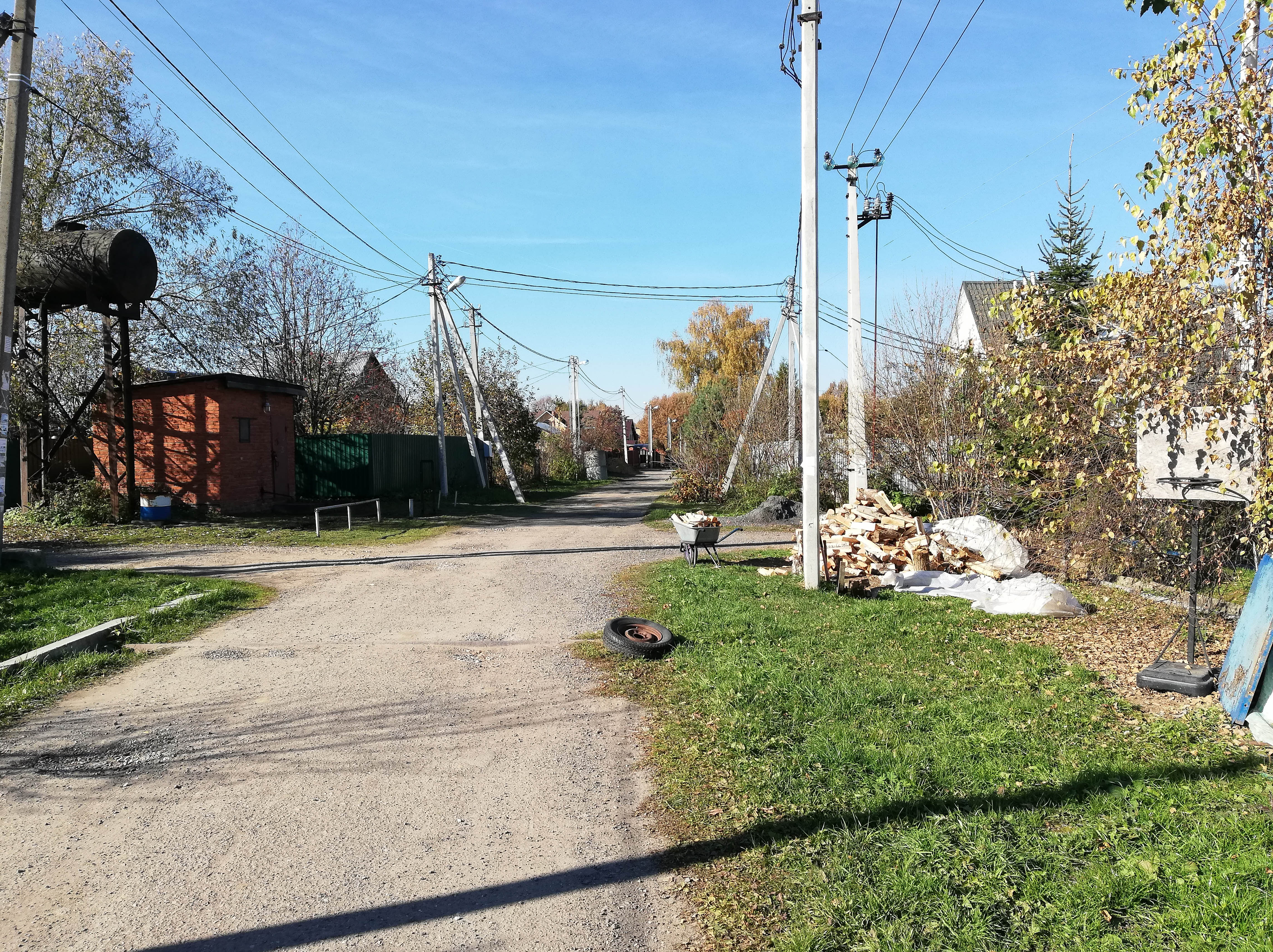
Улица в Вахромеево

В Вахромеево имеется два садоводческих некоммерческих товарищества — Берёзовая роща и Медеэлектролитчик. Однако такое причисление лишь административное, в реальности же это совсем разные населённые пункты.
В деревне имеется улица с названием Каширское шоссе (название происходит от проходящей рядом автотрассы Каширское шоссе). Почтового отделения в Вахромеево нет, ближайшее почтовое отделение находится в посёлке Белые Столбы. Также есть почтовое отделение «Одинцово-Вахромеево» (индекс 142073), расположенное в деревне Одинцово. С недавнего времени в деревне появился магазин продуктов.